# 萊氏綠殭菌
萊氏綠殭菌（學名：Metarhizium rileyi），又名莱氏野村菌、萊氏野村黴，有時簡稱綠殭菌，是黑殭菌屬的一種蟲生真菌，可感染玉米穗蟲、番茄夜蛾、甜菜斜紋夜蛾、草地貪夜蛾（秋行軍蟲）等超過60種鱗翅目昆蟲的幼蟲，而有用作生物農藥以抑制數種農業害蟲生長的潛力。本種過去屬於野村黴屬（Nomuraea），2014年，一篇分子種系發生學研究結果顯示野村黴屬為複系群，並將本種該歸入黑殭菌屬。

## 感染過程
萊氏綠殭菌感染昆蟲的過程可分為數個階段，其分生孢子為疏水性，可結合於同為疏水性的昆蟲體表，孢子表面的多種水解酵素可分解昆蟲的表皮，並於環境適宜時萌發成菌絲，穿透昆蟲表皮而進入其體內。當菌絲長至昆蟲的血淋巴時，會形成許多芽孢體（hyphal bodies, hb），芽孢體可脫離菌絲，如酵母菌般在血淋巴中自由複製、生長，其細胞表面的病原相關分子模式不被昆蟲的吞噬細胞視為外來者，因此不會受到攻擊。當芽孢體的密度達到一閾值時，會透過群體感應使其會轉換回菌絲頂端生長（apical growth）的生長模式，形成菌絲體，同時可分泌多種酵素，在數小時內快速殺死宿主並分解其組織。

## 生物農藥
萊氏綠殭菌可作為生物農藥，用以控制多種鱗翅目的農業害蟲。以萊氏綠殭菌控制草地貪夜蛾（秋行軍蟲）蟲害的生物農藥正在研製開發中。